# Губино (Брейтовский район)

Губино — деревня в Брейтовском районе Ярославской области. Входит в состав Брейтовского сельского поселения.

## География
Находится в северо-западной части Ярославской области на расстоянии приблизительно 3 км на юг по прямой от административного центра района села Брейтово на левом берегу реки Сить.

## История
Была отмечена еще на карте 1798 года. В 1859 году здесь (деревня Мологского уезда Ярославской губернии) было учтено 24 двора, в 1898 — 36.

## Население
Численность населения: 150 человек (1859 год), 0 как в 2002 году, так и в 2010.